# فالديمير بيريرا
فالديمير بيريرا (بالبرتغالية: Sertão‏) مواليد 15 نوفمبر 1974 في باهيا، البرازيل، هو ملاكم برازيلي سابق صنّف ضمن فئة وزن الريشة بدأ مسيرته الاحترافية سنة 2001 حيث انتصر في نزاله الأول. سبق أن شارك في دورة الألعاب الأولمبية الصيفية سنة 2000.

## المسيرة الاحترافية
من نزالاته:
- خسر أمام إريك أيكن بقرار فني (13-05-2006).

## إحصائيات
خاض خلال مسيرته 25 نزالا، فاز في 24 ولم يتعادل وخسر في 1. فاز بالضربة القاضية في 15 نزالا.

## روابط خارجية
- فالديمير بيريرا على موقع بوكس ريك (الإنجليزية) (registration required)
- فالديمير بيريرا على موقع أوليمبيديا (الإنجليزية)